# フェルナンド・タバレス
フェルナンド・タバレス・プリエト（Fernando Tabales Prieto、1914年9月24日 - 1983年5月24日）は、スペイン・セビリア出身の元サッカー選手。ポジションはゴールキーパー。
1939-40シーズン、アトレティコ・アビアシオン (現アトレティコ・マドリード)に所属していたタバレスは、リーグ戦での失点を29に抑え、サモラ賞を受賞した。